# Adelgidae
Gli Adelgidi (Adelgidae) sono una piccola famiglia di insetti appartenente all'ordine dei Rincoti Omotteri, superfamiglia Aphidoidea. Si tratta di afidi ovipari associati esclusivamente alle Conifere.

## Polimorfismo
Gli Adelgidi presentano un polimorfismo intraspecifico in relazione al loro ciclo, quasi interamente rappresentato da individui partenogenetici di sesso femminile:
- fondatrice attera: nasce dall'uovo anfigonico e si riproduce per partenogenesi;
- fondatrigenie: nascono da uova partenogenetiche sullo stesso sito della fondatrice, riproducendosi per partenogenesi. Possono essere attere o alate;
- migrante: fondatrigenie alata che da adulta si sposta sull'ospite secondario.
- virginogenie o esuli: generalmente attere, nascono da uova partenogenetiche e si riproducono per partenogenesi; vivono sull'ospite secondario, perciò discendono da una fondatrigenie o da esuli alate provenienti da altri ospiti secondari;
- sessupare alate: nascono da uova partenogenetiche sull'ospite secondario e si riproducono per partenogenesi dopo essere migrate sull'ospite primario;
- anfigonici atteri: rappresentati da entrambi i sessi, nascono da uova partenogenetiche, deposte dalle sessupare sull'ospite primario, e ivi si riproducono per via sessuale.

Al polimorfismo morfologico si aggiunge un polimorfismo funzionale che rende alquanto complesso il ciclo di questi afidi.

## Descrizione
Insetti di piccole dimensioni, con corpo lungo al massimo poco più di 2 mm, gli Adelgidi presentano il polimorfismo tipico degli Afidi, con forme sia alate sia attere. Molte sono le affinità morfologiche con la famiglia dei Phylloxeridae e che contraddistinguono questi due raggruppamenti da quello degli afidi sensu stricto.
Il capo ha antenne di struttura differente secondo la forma:
- le femmine partenogenetiche alate (virginogenie migranti e sessupare) hanno antenne di 5 segmenti, provviste di tre rhinari primari;
- le femmine partenogenetiche attere (fondatrice e virginogenie attere) hanno antenne di 3 segmenti con due rhinari;
- gli anfigonici, atteri, hanno invece antenne di 4 articoli, provvisti di due rhinari.

L'apparato boccale, di tipo pungente-succhiante è caratterizzato dalla presenza della crumena, una borsa interna in cui vengono conservati, ripiegati, gli stiletti mascellari e mandibolari quando non vengono usati.
Le ali anteriori presentano una semplificazione della venatura rispetto a quella tipica della generalità degli afidi: dalla nervatura longitudinale partono tre distinti rami posteriori, semplici, interpretati rispettivamente come media (o come settore radiale), primo ramo della cubito e secondo ramo della cubito. Le ali posteriori hanno una venatura ancora più ridotta, con un solo ramo posteriore rispetto alla vena longitudinale. In fase di riposo sono ripiegate a tetto sull'addome.
L'addome è privo di sifoni; quello delle femmine è fornito di un breve ovopositore.

## Biologia
Come in tutti gli Afidi, gli Adelgidi si riproducono sia per anfigonia sia per partenogenesi, alternando più generazioni di sole femmine partenogenetiche ad una sola generazione anfigonica rappresentata da entrambi i sessi. Forme partenogenetiche e sessuate sono ovipare. A differenza della maggior parte degli afidi, l'uovo deposto dalle femmine anfigoniche non ha funzione svernante e schiude nell'arco di poche settimane, in quanto lo svernamento ha luogo allo stadio di neanide di 1ª età o, più raramente, di 2ª età.

### Etologia

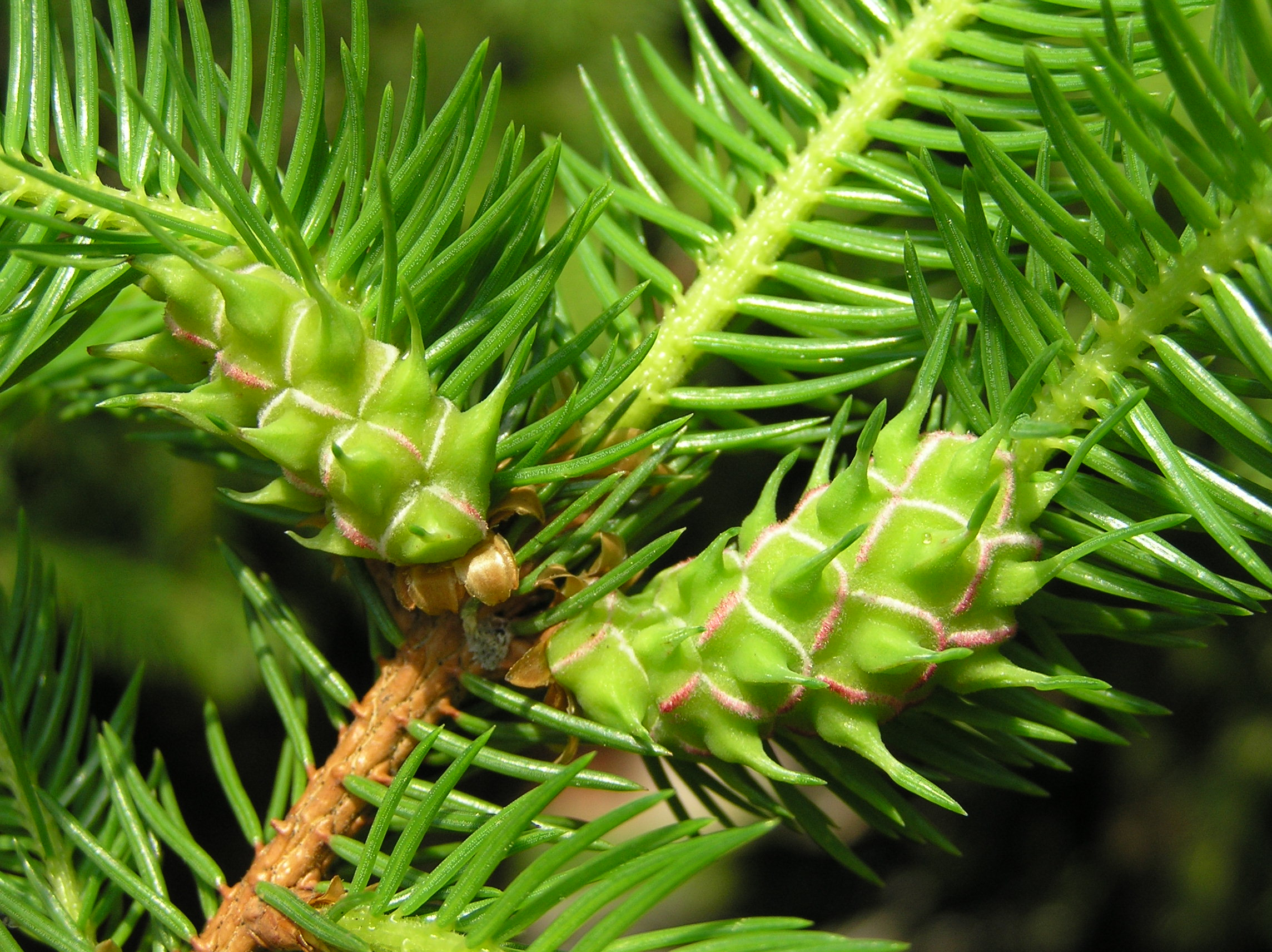
Galle di Adelgidi su abete rosso.

Il ciclo tipo degli Adelgidi, eteroico ed omotopo, ha una scansione biennale e consiste nella combinazione di un olociclo, svolto su un ospite primario e uno secondario, e di un paraciclo, svolto sull'ospite secondario. In diverse specie si hanno inoltre cicli riconducibili ad anolocicli. Il comportamento cambia sensibilmente secondo la fase del ciclo.
Sull'ospite primario, gli Adelgidi sono galligeni: la fondatrice e le fondatrigenie si nutrono producendo, all'apice dei germogli primaverili, una caratteristica galla a forma di ananas cilindrico. All'interno di queste galle si sviluppano le neanidi della seconda generazione, nate dalle uova deposte dalle fondatrigenie. Dalle galle fuoriescono le ninfe da cui evolvono individui alati (migranti), i quali si sposteranno sull'ospite secondario. La fondatrice, invece, depone le uova in piccoli gruppi fissate con fili di seta. Fondatrice e fondatrigenie, perciò, si sviluppano all'aperto, ricoperte da emissioni fioccose di cera.
Le virginogenie esuli, viventi sull'ospite secondario, non producono galle e si sviluppano all'aperto, anch'esse ricoperte da emissioni fioccose di cera. Gli anfigonici, infine, sono caratterizzati dall'essere privi di ghiandole ceripare, perciò non producono la lanuggine cerosa delle altre forme.
Una caratteristica degli Adelgidi è la scarsa produzione di melata, fatto questo che implica l'assenza di qualsiasi forma di simbiosi fra le formiche e gli afidi di questa famiglia.

### Olociclo
L'olociclo degli Adelgidi si svolge secondo uno schema relativamente semplice, con alternanza a scansione biennale su un ospite primario e su uno secondario. L'ospite primario è una specie del genere Picea per tutti gli Adelgidi, quello secondario è una conifera appartenente ad altri generi: Pinus, Larix, Pseudotsuga, Tsuga e Abies. Esiste una convergenza tassonomica che determina una specificità del rapporto trofico fra l'adelgide e l'ospite secondario: infatti, ogni genere di adelgide attacca specie di un determinato genere.
Le uova ottenute dalla riproduzione sessuale sono deposte in estate sull'ospite primario e schiudono in poche settimane prima dell'autunno. La fondatrice, nata dall'uovo anfigonico, sverna allo stadio di neanide, protetta da una copertura fioccosa di cera, e in primavera, dopo aver completato lo sviluppo, depone le uova partenogenetiche all'interno delle galle, da cui schiuderanno le fondatrigenie attere. Queste producono anch'esse galle, da cui fuoriescono in estate le ninfe che evolveranno in migranti, le quali si spostano sull'ospite secondario.
Sull'ospite secondario, le migranti depongono uova partenogenetiche da cui schiuderanno virginogenie attere, dette iemali, destinate a svernare sul secondario. Nella primavera del secondo anno dalle uova delle iemali nascono sessupare alate, che reimmigrano sull'ospite primario.
Dalle uova deposte dalle sessupare nascono gli anfigonici, atteri, che si riproducono per via sessuale deponendo le uova in estate, chiudendo così l'olociclo.

### Paraciclo
Parallelamente all'olociclo, sull'ospite secondario si svolge un paraciclo, che si presenta particolarmente complesso per la sovrapposizione di generazioni caratterizzate da un polimorfismo funzionale, finalizzato a perpetuare la specie nelle annate con estati fredde e diffondere le infestazioni in quelle estati favorevoli.
Le iemali presenti sull'ospite primario, oltre a generare le sessupare alate, generano anche altre forme femminili che avranno differenti peculiarità, morfologiche e/o funzionali, riconducibili a tre tipi:
- progredienti: sono virginogenie attere e alate che hanno un ciclo di sviluppo rapido e producono perciò diverse generazioni. Le progredienti alate diffondono le infestazioni su altri ospiti secondari;
- estivosistenti: sono virginogenie attere che hanno un ciclo di sviluppo lento, al termine del quale depongono uova da cui schiudono nuove iemali, attere, destinate a svernare sull'ospite secondario;
- iemosistenti: sono virginogenie attere che hanno un ciclo di sviluppo molto lento: infatti, nate in primavera, deporranno le uova solo nella primavera successiva.

Le femmine svernanti presenti sull'ospite secondario hanno perciò differenti origine e ciclo di sviluppo:
- possono nascere da uova deposte in estate dalle migranti provenienti dall'ospite primario; la loro vita si protrae perciò dall'estate alla primavera successiva;
- possono nascere da uova deposte in primavera dalle iemali che hanno svernato; la loro vita dura perciò circa un anno, dalla primavera a quella dell'anno successivo;
- possono nascere da uova deposte in autunno dalle estivosistenti; la loro vita si protrae perciò dall'autunno alla primavera successiva.

Lo scopo biologico di questo complesso comportamento consiste in un adattamento alle condizioni ambientali tipiche delle regioni montane e di quelle temperate fredde: in queste regioni, infatti, possono occorrere annate con estati fredde che impediscono la reimmigrazione delle sessupare sull'ospite primario e, quindi, la chiusura dell'olociclo. Nelle annate favorevoli, le sessupare chiudono l'olociclo e le progredienti moltiplicano la specie sugli ospiti secondari; in quelle sfavorevoli sono le iemali che provvedono a perpetuare la specie svernando sull'ospite secondario. L'esistenza di iemali di tre differenti tipi esalta inoltre la versatilità degli Adelgidi, adattandoli a condizioni climatiche aleatorie variabili di anno in anno.

### Anolociclo
In alcune specie si osservano cicli riconducibili ad anolocicli ma che si attuano con modalità nettamente differenti, a causa di una rarefazione dei maschi oppure della scomparsa delle sessupare.
Nel primo caso la specie conduce un vero e proprio anolociclo sull'ospite secondario. Le sessupare, infatti, sono quasi totalmente ginopare e l'assenza pressoché totale di maschi impedisce la riproduzione sessuale e, quindi, l'evolversi dell'olociclo. Il fenomeno è detto spanandria.
Nel secondo caso la specie conduce due anolocicli paralleli, uno sul primario, l'altro sul secondario, a causa della scomparsa delle sessupare. Sull'ospite primario si svolge un anolociclo per la presenza di femmine partenogenetiche ibernanti, dette pseudofondatrici, che perpetuano la specie di anno in anno sui Picea anche in assenza dell'anfigonia. Contemporaneamente, le migranti alate nate in estate sull'ospite primario, si spostano sull'ospite secondario, alimentando l'anolociclo parallelo su queste piante. La complessità di questi comportamenti ha prodotto una terminologia specifica per denotare l'etologia di queste specie.

## Evoluzione ed habitat
Gli Adelgidi sono diffusi nelle foreste di aghifoglie delle regioni temperate dell'emisfero boreale. Alcune specie si sono tuttavia introdotte anche nell'emisfero australe.
Si ritiene che questa famiglia sia la più primitiva fra gli afidi e che la loro presenza sulla Terra risalga al Carbonifero, periodo in cui erano largamente diffuse le Conifere.

## Sistematica
L'inquadramento sistematico degli Adelgidae è caratterizzato dalla coesistenza di due controversi inquadramenti tassonomici, adottati secondo le preferenze degli Autori.
Un inquadramento colloca tradizionalmente gli Adelgidi all'interno della superfamiglia Aphidoidea, al rango di famiglia insieme agli Aphididae (afidi sensu stricto) e ai Phylloxeridae (fillossere). In passato questa superfamiglia era suddivisa in due raggruppamenti artificiali (sezioni) distinti sulla base dell'oviparità delle forme partenogenetiche, della presenza dei sifoni e sull'esistenza o meno di rapporti simbiontici con le formiche; su tale base, gli Adelgidi e le Fillossere si identificavano in due distinte famiglie raggruppate negli Aphidoidea ovipara.
Una tassonomia alternativa riprende in sostanza la vecchia suddivisione, sia pure con basi concettualmente diverse. In questo caso il raggruppamento degli afidi viene scorporato in due distinte superfamiglie, quella degli Aphidoidea sensu stricto, comprendente la sola famiglia degli Aphididae, e quella dei Phylloxeroidea o Adelgoidea, comprendente gli Adelgidi e i Fillosseridi.
La famiglia comprende nel complesso circa 50 specie ripartite fra nove generi. Si suddivide in due sottofamiglie, a loro volta distinte in altrettante tribù:
- Pineinae
  - Pineini: generi Eopineus, Pineus, Pineodes
  - Dreyfusiini: generi Dreyfusia, Aphrastasia
- Adelginae
  - Adelgini: generi Adelges, Cholodkovskya
  - Sacchiphantini: generi Gelletteella, Sacchiphantes

Va tuttavia specificato che in letteratura ricorre una marcata confusione in merito alla classificazione interna degli Adelgidi a causa dell'adozione di differenti criteri morfologici di determinazione.